# 412-й окремий полк безпілотних систем «NEMESIS»
412 окремий полк безпілотних систем «NEMESIS» (412 ОП БпС) — військове формування Сил безпілотних систем Збройних сил України.

## Історія
У жовтні 2024 року 412-й окремий батальйон безпілотних систем NEMESIS знищив понтонну переправу на луганському напрямку.
1 листопада 2024 року оператор батальйону скинув на «Бук-М2» боєприпас, але не влучив, і установка почала тікати. З четвертого разу кумулятивний боєприпас влучив у поворотну частину, однак не спричинив пошкоджень, які одразу призвели б до знищення машини, ступінь серйозності пошкодженнь невідомий.
2 листопада 2024 року була уражена ЗРК «Оса» на Луганському напрямку.
17 листопада 2024 року було уражено ЗРК «Тор» на Донецькому напрямку.
28 листопада 2024 року FPV-підрозділ «ASGARD» став частиною Сил безпілотних систем і увійшов до складу 412-го батальйону Nemesis.
29 листопада 2024 року підрозділ виявив та уразив радіолокаційну станцію РПН 9С36М яка є частиною комплексу ППО «Бук-М3».
5 грудня 2024 року підрозділи батальйону знищили бойову машину 9А331М2 російського ЗРК «Тор-М2» у Запорізькій області.
7 грудня 2024 року батальйон Nemesis у взаємодії з 14-м окремим полком безпілотних авіаційних комплексів знищив ще одну установку ЗРК «Тор-М2» на Запоріжжі.
26 грудня 2024 року командування полку і Сил безпілотних систем повідомили про реорганізацію 412-го окремого батальйону безпілотних систем у полк.

## Відомі воїни
- Ярмак Олександр Валентинович — український реп-виконавець, командир підрозділу R&D Darknode, який відповідає за розробку інноваційних рішень у Силах безпілотних систем.[14]